# Andrés Bedoya
Pour les articles homonymes, voir Bedoya.
Andrés Noé Bedoya Díaz, né à Lima le 10 novembre 1928 et mort dans la même ville le 8 février 1961, est un footballeur international péruvien qui jouait au poste de défenseur. 
Il était surnommé El cronómetro (« le chronomètre ») en raison de la précision de son jeu.

## Biographie

### Carrière en club
Andrés Bedoya commence sa carrière en 1948 à l'Escuela Vitarte, club de amateur de son district. En 1949, il émigre en Colombie, à l'Independiente de Medellín, à une époque connue sous le nom de El Dorado où le football colombien attirait les plus grandes stars du football sud-américain. Il y retrouve certains de ses compatriotes (Juan Castillo, Reinaldo Luna, Félix Mina, René Rosasco et les frères Enrique et Agapito Perales) formant l'ossature du club dont l'équipe est appelée La Danza del Sol (« la danse du soleil ») en raison de la présence nombreuse de footballeurs péruviens dans ses rangs (jusqu'à 12 joueurs). D'ailleurs la légion péruvienne continue d'engrosser l'Independiente de Medellín l'année suivante avec l'arrivée de Segundo Castillo, Constantino Perales, Luis Navarrete, Roberto Drago et Luis ‘Caricho’ Guzmán. En 1951, il passe à l'Huracán de Medellín - qui est relégué en fin de saison - pour ensuite revenir au Pérou.
De retour dans son pays, il s'enrôle à l'Atlético Chalaco du port de Callao et devient l'un des joueurs emblématiques du club où se distinguait entre autres le gardien paraguayen Adolfo Riquelme (champion d'Amérique du Sud en 1953). Avec cette équipe, il frôle le titre de champion en enchaînant deux places de vice-champion consécutives en 1957 et 1958.

### Carrière en équipe nationale
Convoqué en sélection du Pérou pour disputer les championnats sud-américains de 1953, 1955 et 1956, Bedoya ne joue que le deuxième tournoi. En effet, en 1953 il ne figure pas dans la liste des titulaires, sa place d'arrière-droit étant occupée par José Allen et en 1956, il cède sa place à Carlos Lazón.
Il est tout de même titulaire lors du championnat sud-américain de 1955 au Chili où le Pérou se hisse à la 3e place, avec une prestation remarquée lors de la victoire 2-1 sur l'Uruguay. Il aura joué en tout six matchs avec sa sélection nationale.

### Décès
Atteint de tuberculose, Andrés Bedoya s'éteint le 8 février 1961, à l'âge de 32 ans. En guise d'hommage, le stade Andrés Bedoya Díaz porte son nom dans son district natal.

## Palmarès
Atlético Chalaco
- Championnat du Pérou : 
  - Vice-champion : 1957 et 1958.